# Vega (estrella)

Posición de Vega dentro de la constelación de Lyra.

Vega (Alfa Lyrae / α Lyr / 3 Lyrae) es una estrella de primera magnitud (en la clasificación de Ptolomeo) de la constelación de la Lira y la principal de la misma. Es la quinta estrella más brillante del cielo nocturno y la segunda del hemisferio norte celeste tras Arturo. Se considera una estrella relativamente cercana, a solo 25 años luz de la Tierra; es una de las más brillantes cercanas al sistema solar. Vega ha sido muy estudiada por los astrónomos y ha llegado a catalogarse como la estrella más importante en el cielo después del Sol. Vega fue la estrella polar alrededor del año 12000 a. C. y volverá a serlo alrededor del año 13720 d. C., cuando la declinación sea de +86°14′. Vega fue la primera estrella, después del Sol, en fotografiarse y la primera a la que se le realizó un registro espectral.
Esta estrella solo posee una décima parte de la edad del Sol pero, al ser 2.1 veces más masiva, su ciclo de vida es también una décima parte comparada con el Sol; ambos astros, en el presente, se encuentran muy cerca de alcanzar el punto intermedio en sus ciclos de vida. Vega es inusualmente pobre en elementos con número atómico mayor que el del helio. Vega es una supuesta estrella variable que varía ligeramente en magnitud de manera periódica. Rota rápidamente con una velocidad de 274 km/s en el ecuador. Esto provoca un abultamiento externo en el ecuador provocado por los efectos de la aceleración centrífuga y, como resultado, existe una variación de la temperatura sobre la fotosfera de la estrella, que alcanza su valor máximo en los polos. Desde la Tierra, Vega se observa desde la dirección de uno de sus polos.
Basándose en un exceso de emisión de radiación infrarroja, Vega parece tener un disco circunestelar de polvo. Es probable que este polvo sea el resultado de colisiones entre objetos en un disco de basura en órbita,  análogo al cinturón de Kuiper en el sistema solar. Las estrellas que muestran un exceso infrarrojo debido a la emisión de polvo se denominan estrellas similares a Vega. En 2021 se descubrió, con el método de velocidad radial, un Neptuno ultracaliente candidato en una órbita de 2.43 días alrededor de Vega; además, otra posible señal de la masa de Saturno con un periodo de unos 200 días.

## Nomenclatura

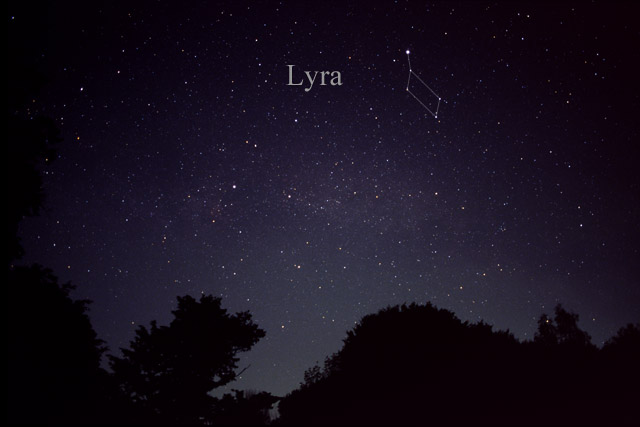
Vega es la estrella más brillante de la constelación de Lyra

α Lyrae (latinizado a Alpha Lyrae) es la denominación de Bayer de la estrella. El nombre tradicional Vega (antes Wega) procede de una transliteración poco precisa de la palabra árabe wāqi'  (árabe: واقع), que significa «caer» o «aterrizar», a través de la frase an-nasr al-wāqi'  (árabe: النّسر الْواقع), «el águila que cae». En 2016 la Unión Astronómica Internacional (UAI) organizó un Grupo de Trabajo sobre Nombres de Estrellas (WGSN) para catalogar y estandarizar los nombres propios de las estrellas. El primer boletín del WGSN, de julio de 2016, incluía una tabla con los dos primeros lotes de nombres aprobados por el WGSN, que incluía Vega para esta estrella. Ahora figura así en el IAU Catalog of Star Names.

## Historia de su observación

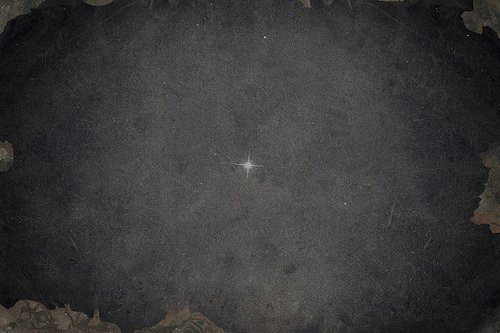
En la noche del 16 al 17 de julio de 1850, Whipple y Bond hicieron el primer daguerrotipo de una estrella (Vega).

La astrofotografía, la fotografía de objetos celestes, comenzó en 1840 cuando John William Draper tomó una imagen de la Luna utilizando el proceso del daguerrotipo. El 17 de julio de 1850, Vega se convirtió en la primera estrella (después del Sol) en ser fotografiada por William Bond y John Adams Whiple en el Observatorio del Colegio de Harvard, también empleando un daguerrotipo. Henry Draper tomó la primera fotografía del espectro estelar en agosto de 1872 mientras le realizaba una fotografía a Vega, convirtiéndose así en la primera persona en mostrar las líneas de absorción en el espectro de una estrella. Se han identificado líneas similares en el espectro del Sol.
Los astrónomos profesionales han utilizado a Vega para fijar los baremos absolutos de brillo fotométrico, lo que supone que la magnitud visual de Vega es aproximadamente cero en todas las longitudes de onda. La intención original era que el valor fuera exactamente cero, pero en la práctica no resultó así. Por ejemplo, en el filtro V de Johnson (el más usado por los astrónomos en el rango visible), la magnitud de Vega es 0.026 ± 0.008 y en otros filtros hay también desviaciones de unas pocas centésimas.

## Visibilidad

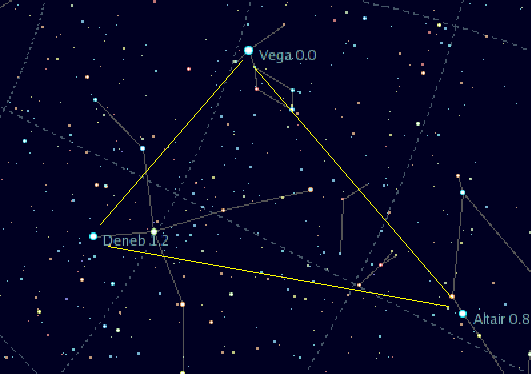
El Triángulo estival

Vega puede observarse frecuentemente cerca del cenit en latitudes medias-septentrionales durante las noches de verano en el hemisferio norte. Puede observarse sobre el horizonte, al norte, durante el invierno en latitudes medias del hemisferio sur. Como Vega tiene una declinación de +38.78°, solo puede verse en latitudes al norte de los 51°S. Esta estrella no es apreciable desde la Antártida ni desde las regiones más australes de América del Sur, como Punta Arenas (Chile, 53° S). En latitudes al norte de 51° N, Vega permanece continuamente sobre el horizonte como una estrella circumpolar.
Esta estrella permanece como un vértice del llamado Triángulo de Verano constituido, además, por Altair en la constelación Águila, y Deneb, en la del Cisne. El Triángulo de Verano es muy reconocible en los cielos septentrionales puesto que en su vecindad existen pocas estrellas brillantes.
Las líridas son una fuerte lluvia de meteoros cuyo pico se alcanza entre el 21 y el 22 de abril. Cuando un pequeño meteoro entra en la atmósfera terrestre a una gran velocidad, produce un rastro de luz mientras el objeto se vaporiza. Durante una lluvia, una gran cantidad de meteoros llegan desde una misma dirección y, desde la perspectiva del observador, los rastros brillantes parecen irradiados desde un solo punto en el espacio. En el caso de las líridas, estos meteoros son irradiados desde la constelación de la Lira. Sin embargo, actualmente se conoce que son restos que emite el cometa C/1861 G1 Thatcher y no tienen nada que ver con la estrella.

## Propiedades físicas
La clase espectral de Vega es A0V, lo que la convierte en una estrella de secuencia principal blanca con matices azulados. Se encuentra fusionando hidrógeno y formando helio en su núcleo. La edad actual de la estrella es de alrededor de 455 millones de años. Vega se convertirá, en el futuro de su ciclo de vida, en una gigante roja clase-M, perderá mucha de su masa y se convertirá finalmente en una enana blanca. Ahora Vega tiene más que el doble de la masa del Sol y su luminosidad es, aproximadamente, 37 veces el valor; sin embargo, debido a su alto ritmo de rotación, el polo es considerablemente más brillante que el ecuador. Al ser observada desde la Tierra, su brillo asciende hasta 57 veces la luminosidad del Sol, ya que se observa desde uno de sus polos. La mayoría de la energía producida en el núcleo de Vega se produce por el ciclo carbono-nitrógeno-oxígeno (ciclo CNO), proceso de fusión nuclear que requiere temperaturas de alrededor de 15 millones K, muy superior a la temperatura existente en el núcleo del Sol, pero es mucho más eficiente que la reacción de fusión del Sol.
Vega tiene un disco de polvo y gas a su alrededor; lo descubrió el satélite IRAS a mediados de la década de los 80. Esto puede significar que o bien tiene planetas o bien se podrían formar relativamente pronto. Tiene también un espectro relativamente plano en el espectro visible (un campo de longitud de onda que va desde los 350 a los 850 nanómetros, la mayoría de las cuales son visibles al ojo humano), de modo que las densidades de flujo son aproximadamente iguales, 2000-4000 Jy. La densidad de flujo de Vega se reduce rápidamente en el infrarrojo y se acerca a los 100 Jy en 5 micrómetros.  En 2024, tras un estudio realizado a través del telescopio espacial James Webb, se teoriza sobre la posible existencia de un planeta cerca de la estrella.

## Rotación
Cuando el radio de Vega se midió con gran precisión con un interferómetro, arrojó un inesperado valor estimado de 2.73 ± 0.01 veces el radio del Sol. Esto es un 60 % más grande que el radio de la estrella Sirio, mientras que los modelos estelares indicaban que solo debía ser un 12 % mayor. Sin embargo, esta discrepancia puede explicarse si Vega es una estrella de rápida rotación que se ve desde la dirección de su polos de rotación. Observaciones realizadas en 2005-06 confirmaron esta deducción. 

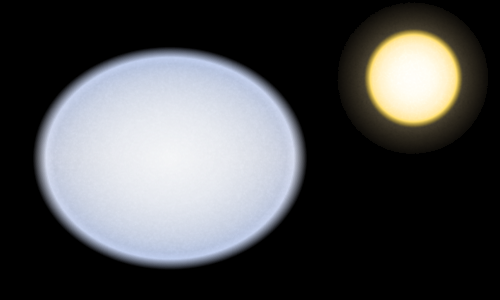
Comparación del tamaño de Vega (izquierda) con el Sol (derecha).

Vega es un ejemplo de estrella que rota a gran velocidad, como Altair (α Aquilae) o Regulus  (α Leonis), por lo que su radio ecuatorial es significativamente mayor que su radio polar. Una velocidad de rotación alta también genera diferencias de temperatura superficial entre el ecuador y los polos. La velocidad de rotación en el ecuador de Vega es de 275 km/s, lo que hace que los polos estén a una temperatura superficial de 10 150 K y el ecuador a 7900 K.

## Etimología y significado cultural
El nombre Vega proviene de una transliteración de la palabra árabe wāqi‘ (واقع) que significa ‘cayendo’ o ‘aterrizando’. El término «Al Nesr al Waki» (‘águila bajando’) apareció en el catálogo estelar de Al Achsasi Al Mouakket. El nombre árabe posteriormente apareció en el mundo occidental en las Tablas alfonsíes, que se dibujaron entre 1215 y 1270 por orden de Alfonso X.
En el presente, la estrella polar es Polaris, pero alrededor del año 12000 a. C. la estrella polar era Vega (a solo cinco grados de ella). A causa del movimiento de precesión, la estrella polar estará cerca de Vega alrededor del año 14000 d. C. Vega es la más brillante de todas las estrellas polares sucesivas. Entre los habitantes del norte de la Polinesia se comocía a Vega como whetu o te tau, la estrella del año. Durante un período histórico, esta estrella marcaba el comienzo de un nuevo año, cuando se debía preparar el suelo para la siembra. Con el paso del tiempo, esta función pasó a las Pléyades.
Los asirios nombraron a esta estrella polar Dayan-same, el ‘juicio del cielo’, mientras que por los acadios la llamaban Tir-anna, ‘Vida de los Cielos’. En la astronomía babilónica, Vega debió de ser una de las estrellas llamadas Dilgan, ‘mensajero de luz’. 
Para los antiguos griegos, la constelación de Lira estaba formada por el arpa de Orfeo, con Vega como su mango. 
En la mitología china, existe la historia de amor de Qi Xi (七夕) en la cual Niu Lang (牛郎, Altair) y sus dos hijos (β Aquilae y γ Aquilae) son separados de su madre Zhi Nü (織女,  Vega), quien se encuentra en el lado más alejado del río, la Vía Láctea. Sin embargo, una vez al año, en el séptimo día del séptimo mes del calendario lunisolar chino, se hace un puente y así Niu Lang y Zhi Nü pueden estar juntos de nuevo durante un breve tiempo. 
El festival japonés Tanabata, en el cual Vega se conoce como orihime (織姫), se basa en esta leyenda. 
En el zoroastrismo, Vega se asocia en ocasiones con Vanant, una divinidad menor cuyo nombre significa ‘conquistador’.